# Terza guerra giudaica
La terza guerra giudaica, nota anche come rivolta di Bar Kokhba (o Bar Kokheba)(in ebraico מרד בר כוכבא‎?), fu l'ultima grande rivolta ebraica contro l'occupazione romana.
Si svolse tra il 132 e il 135 ed ebbe come teatro l'antico Israele, che non aveva invece partecipato alla rivolta dell'epoca traianea, dove ebbe luogo il rafforzamento delle correnti religiose e culturali che avevano scatenato la precedente rivolta. D'altra parte la popolazione della regione era cresciuta, con un numero notevole di uomini pronti alle armi.

## Contesto storico
La ribellione scoppiò per due motivi: da un lato il divieto di circoncisione da parte dell'imperatore Adriano per eliminare un costume, non solo giudaico, considerato barbaro e in contrasto con i canoni estetici adrianei (per i giudei fu invece un atto mirato, senza alcuna ragione apparente, a interrompere il patto tra Dio e il suo popolo), dall'altro il progetto di costruire una nuova città sulle rovine di Gerusalemme e insediarvi il culto di Giove (un vero sacrilegio per gli Ebrei). Adriano presentava quindi, dal punto di vista giudaico, i tratti più evidenti e cupi del persecutore pre-messianico. A questo punto mancava solo un messia, che fu identificato nella figura di Simon Bar Kokheba, che si era autodefinito tale.

## La rivolta

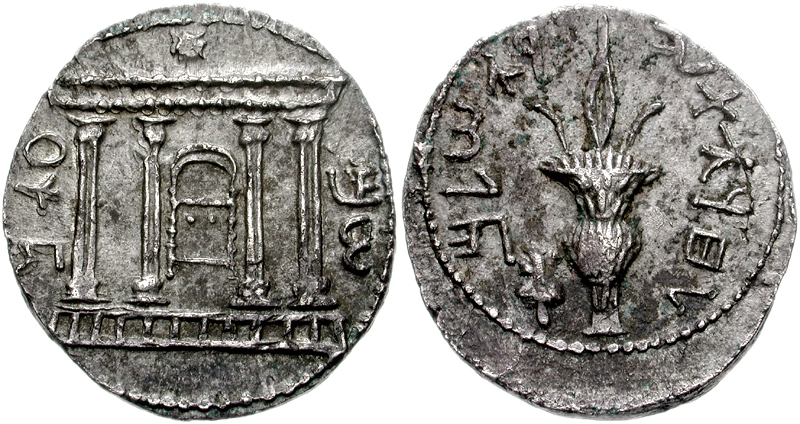
Tetradramma d'argento della rivolta ebraica, raffigurante il Tempio e l'Arca dell'Alleanza all'interno; la scritta recita "Anno due della libertà di Israele"

La rivolta scoppiò all'improvviso, ma era stata preparata con cura, come si evince dalle testimonianze della resistenza opposta alla repressione romana. Quest'ultima fu favorita dall'occupazione preventiva delle posizioni più favorevoli, fortificate con mura e camminamenti. I ribelli esercitarono attività di guerriglia, dedicandosi a massacri indiscriminati (contro chiunque non fosse di fede giudaica), evitando scontri in campo aperto con le preponderanti forze nemiche e infliggendo gravi danni ai Romani.  Si ritiene che, in questa prima fase, nella quale la preparazione dei ribelli, la sorpresa dei Romani e le scarse capacità del governatore Rufo favorirono il successo dei Giudei, gli insorti abbiano cercato di conquistare Gerusalemme, anche se non si sa con quale esito. Rufo mantenne abbastanza a lungo il comando, ma senza risultati di rilievo. Pertanto l'imperatore Adriano gli tolse il comando per assegnarlo a Giulio Severo, che preferì tagliare i collegamenti dei ribelli, come i rifornimenti, isolando le varie unità e affrontandole singolarmente.

## Epilogo
L'ultima decisiva battaglia si svolse nel 135 vicino a Gerusalemme e in quel frangente lo stesso Simon morì. La strage fu immensa: secondo Cassio Dione le perdite giudaiche giunsero a 580 000 morti. La Giudea venne ridotta ad un deserto. I rabbi che maggiormente si erano distinti nel sostegno della guerra vennero catturati ed uccisi. Ai posteri le notizie pervengono da fonti pagane e cristiane, nessuna fonte giudaica. Sappiamo che il territorio controllato dai ribelli era diviso in vari distretti retti da capi militari e civili e tutti compresi nel deserto della Giudea, un territorio modesto. Il tempo veniva considerato dall'inizio dell'insurrezione e il movimento non interessò le città ma solo le campagne, grazie anche al maggior controllo di esse da parte dei Romani oltre al minor coinvolgimento del cittadino medio. La finalità dell'insurrezione era la redenzione e libertà di Israele che consisteva nella piena e rigorosa attuazione delle disposizioni civili e religiose della Legge Mosaica e nella ripresa del disegno di guerra totale all'idolatria e alla potenza che la rappresentava, Roma.
Simon Bar Kokheba assunse il titolo ufficiale di "principe di Israele" (nasi), un messaggio evidente: il principe messianico che guidava il suo popolo nella guerra degli ultimi tempi. Ebbe buon seguito soprattutto nelle campagne e fra gli strati medio bassi della società oltre ad un certo numero di rabbi che lo appoggiarono. La maggior parte dei rabbi non si schierò però con lui, anzi lo definirono "figlio della menzogna", e questo rappresentò la sanzione definitiva del fallimento dell'ultima speranza messianica. Due argomenti polemici contro questi ribelli: l'insistita sottolineatura dei crimini dei Giudei, causa della messa a fuoco della Palestina, e la persecuzione di Simon contro i cristiani che non lo seguirono nella rivolta. Simon sosteneva di essere disceso come luce dal cielo a illuminare i suoi seguaci. Dopo la vittoria Publio Elio Traiano Adriano trasformò Gerusalemme in una colonia romana e la città fu ribattezzata Aelia Capitolina, ricostruita secondo lo stile di una tipica città romana. I nuovi coloni subentrarono agli ebrei ai quali fu proibito di entrare in città pena la morte, tranne che per un giorno all'anno, durante la festività di Tisha B'Av. La provincia di Giudea assunse il nuovo nome di Siria Palestina, dispensando il nome di Giudea. Nel 132 Adriano aveva completato la costruzione del tempio pagano di Afrodite sopra il Santo Sepolcro di Gerusalemme. Vespasiano aveva già provveduto a radere al suolo la Spianata del tempio che comprendeva il Golgota e il Santo Sepolcro, non distante dalla Tomba degli altri Re d'Israele. Antonino Pio successore di Adriano permise invece di nuovo ai Giudei la circoncisione pochi anni dopo, ma solo sotto Costantino I fu permesso loro di rientrare a Gerusalemme per pregare e piangere sul luogo del santuario. Il divieto fu mantenuto fino al VII secolo, infatti Costantino I ordinò la costruzione di luoghi santi cristiani nella città, fra questi la basilica del Santo Sepolcro. I resti delle sepolture dal periodo bizantino sono esclusivamente cristiani, suggerendo che la popolazione di Gerusalemme in epoca bizantina probabilmente era costituita da soli cristiani.
Prese insieme, queste misure (che hanno colpito anche i cristiani ebrei) hanno essenzialmente "secolarizzato" la città.

## Conseguenze
La tragedia dell'epoca di Adriano segnò per i Giudei la fine del sogno di uno Stato indipendente e il rinvio definitivo dell'arrivo di un Messia. La speranza messianica non venne meno, ma perse l'immediatezza. Tale speranza avrebbe ripreso concretezza solo nel XIX secolo, con la nascita del sionismo e delle sue conseguenze sino all'epoca attuale.